# 22 (bài hát của Taylor Swift)
"22" là một bài hát của nữ ca sĩ kiêm sáng tác âm nhạc người Mỹ Taylor Swift, nằm trong album phòng thu thứ tư, Red (2012) của cô. Bài hát do Swift, Max Martin và Shellback sáng tác, với phần sản xuất do chính Martin cùng Shellback đảm nhiệm. "22" được hãng thu âm Big Machine Records phát hành vào ngày 12 tháng 3 năm 2013 dưới vai trò đĩa đơn thứ tư trích từ album. "22" là một bản kết hợp giữa các thể loại pop, ví dụ như bubblegum pop và dance-pop, với disco và nhạc rock của thập niên 1990. Bài hát mở đầu bằng một đoạn riff guitar trước khi vào phần điệp khúc mang giai điệu trẻ trung, sôi động với sự kết hợp của đàn synthesizer và trống bass. Lời bài hát nói về những niềm vui của Swift với bạn bè của cô ở tuổi 22.
Sau khi phát hành, "22" đã nhận được nhiều phản ứng tích cực từ giới phê bình âm nhạc, chủ yếu là bởi quá trình sản xuất hấp dẫn của nó. Bài hát cũng được nhiều nhà phê bình đánh giá là một trong số những bản pop hay nhất của Swift. Bài hát cũng gặt hái những thành tựu đáng kể về mặt thương mại, dù không thành công bằng hai đĩa đơn "We Are Never Ever Getting Back Together" và "I Knew You Were Trouble" ra mắt trước đó. Tại Mỹ, bài hát từng vươn lên vị trí cao nhất là 20 trên bảng xếp hạng Billboard Hot 100, trở thành bài hát thứ sáu thuộc album Red lọt vào top 20 và đồng thời cũng giành được các vị trí 14 và 13 trên các bảng xếp hạng tương ứng là Mainstream Top 40 và Adult Top 40. Tại các thị trường quốc tế, "22" lọt vào top 25 tại Úc, Canada, New Zealand và Ireland, đồng thời nằm trong top 10 ở Anh Quốc và Bỉ. Hiệp hội Công nghiệp Ghi âm Hoa Kỳ đã cấp chứng nhận 3× Bạch kim cho "22", trong khi ở Úc thì bài hát nhận được chứng nhận 2× Bạch kim.
Video âm nhạc của "22" do Anthony Mandler đạo diễn chính thức ra mắt vào ngày 13 tháng 3 năm 2013, thể hiện cảnh chơi đùa và tổ chức tiệc tùng của nữ ca sĩ với nhóm bạn của mình. Video có sự góp mặt của nữ diễn viên người Mỹ Jessica Szohr, người đã từng tham gia thủ vai chính cho loạt phim truyền hình Gossip Girl. Ca khúc được quảng bá rộng rãi qua các buổi biểu diễn trực tiếp tại các buổi hòa nhạc, liên hoan âm nhạc, lễ trao giải và chuyến lưu diễn của Swift, trong đó phải kể đến buổi biễu diễn ở lễ trao giải thưởng Âm nhạc Billboard năm 2013 và chuyến lưu diễn The Red Tour (2013–2014).

## Bối cảnh sáng tác và phát hành
—Taylor Swift chia sẻ về nguồn động lực thôi thúc cô sáng tác nên bài hát "22"
Sau khi tự mình viết tất cả các bài hát trong album phòng thu thứ ba Speak Now (2010) của mình, Swift tham gia hợp tác với nhiều nhà sáng tác ca khúc và nhà sản xuất thu âm trong album tiếp theo Red, trong đó có Max Martin và Shellback. Hai nhạc sĩ nói trên cũng đảm nhiệm vai trò sản xuất cho hai đĩa đơn khác trong album là "We Are Never Ever Getting Back Together" và "I Knew You Were Trouble". Trong một cuộc phỏng vấn với tạp chí âm nhạc Billboard, Swift tiết lộ về nguồn cảm hứng khiến cô cho ra đời ca khúc "22". Nữ ca sĩ phát biểu:
| “ | Đối với tôi, 22 tuổi là thời điểm mà tôi thích nhất trong cuộc đời. [...] Có thể lúc đó bạn chẳng biết gì cả, nhưng ít nhất bạn vẫn có thể biết được rằng mình đang chưa biết gì. Bạn đã đủ trưởng thành để tự bắt đầu lên kế hoạch cho cuộc đời của mình, nhưng bạn vẫn còn quá trẻ để có thể biết được rằng ngoài kia còn nhiều câu hỏi chưa có lời giải đến nhường nào. Điều đó mang lại [cho tôi] một cảm giác thảnh thơi trên sự do dự và nỗi sợ nhưng đồng thời là tự do. Tuổi 22 đã dạy cho tôi thật nhiều điều. | ” |

Ban đầu, "22" dự định sẽ được gửi đến đài phát thanh contemporary hit radio tại Mỹ vào ngày 5 tháng 3 năm 2013, nhưng sau đó lại bị dời lịch xuống một tuần sang ngày 12 tháng 3 năm 2013; trong khi tại Anh Quốc thì bài hát được gửi đến đài phát thanh contemporary hit radio vào ngày 31 tháng 3. Phiên bản đĩa CD độc quyền với số lượng có hạn được phát hành trên cửa hàng trực tuyến của Swift vào ngày 13 tháng 3 năm 2013, cùng ngày phát hành với video âm nhạc. CD được bày bán riêng lẻ hoặc được bán dưới dạng combo với một chiếc áo thun và một số sản phẩm từ chuyến lưu diễn The Red Tour.

## Thu âm và thành phần
Bài hát được thu âm tại hai phòng thu: MXM Studios (Stockholm, Thụy Điển) và Conway Recording Studios (Los Angeles, Mỹ) bởi Michael Ilbert và Sam Holland cùng với sự hỗ trợ từ Eric Eylands. Kỹ sư âm thanh John Hanes đảm nhiệm phần lập trình âm thanh cho bài hát với sự trợ giúp của Tim Roberts. Đội ngũ thực hiện còn bao gồm Serban Ghenea, nhạc sĩ phối âm cho "22" tại phòng thu MixStar Studios (Virginia Beach, Mỹ) và Tom Coyne, người phụ trách công việc hoàn chỉnh âm thanh tại phòng thu Starling Sound Studios (Thành phố New York, Mỹ).
"22" là một bài hát thuộc các thể loại pop, disco và bubblegum pop có giai điệu trẻ trung, sôi động với độ dài 3 phút 52 giây. Theo như tờ nhạc do công ty Sony/ATV Music Publishing xuất bản trên website Musicnotes.com, "22" được viết ở nhịp 4
4, ở giọng Sol trưởng và sở hữu một tiết tấu vừa phải: 105 nhịp trên phút. Giọng hát của Taylor Swift kéo dài trong khoảng một và nửa quãng tám từ nốt G3 (Sol) đến nốt D5 (Rê). G–D–C–D (Sol–Rê–Đô–Rê) và G–D–C–Em (Sol–Rê–Đô–Mi thứ) là hai chùm hợp âm xuất hiện trong bài hát. "22" nói về những niềm vui con người ta có được khi ở độ tuổi 22.

## Đánh giá chuyên môn
Sau khi ra mắt, "22" đã nhận được những phản hồi tích cực từ giới phê bình. Website Idolator nhận xét rằng "22" là một bài hát "nhạc pop bùng nổ, bắt đầu bằng một đoạn riff nhạc guitar acoustic [...] được theo sau bởi phần nhạc nền tràn đầy năng lượng khiến cho người nghe gợi nhớ ca khúc "Teenage Dream" của Katy Perry, rồi nhường chỗ cho những câu hát đáng yêu và hư hỏng, dễ làm cho người ta thích thú". Website Digital Spy thì lại miêu tả bài hát như sau: "'We're happy free confused and lonely at the same time,' Swift công nhận điều đó dưới tiếng đàn guitar đầy sức sống trước khi hô lên câu "twenty twooo-oo-oo" xoay vòng trong đầu bạn không ngưng trong hàng giờ liền. Dù có thể cô ấy đã đạt được nhiều thành tựu hơn hầu hết mọi người khi tuổi còn trẻ, nhưng với một bản hit nhạc pop nữa thêm vào danh sách bài hát, có vẻ như cô ấy chỉ vừa chỉ vmới bắt đầu." và tặng cho "22" bốn trên năm sao.
Trong bảng tổng sắp toàn bộ các bài hát của Swift của Rob Sheffield đến từ tạp chí Rolling Stone, "22" được xếp ở vị trí thứ 22 với dòng nhận xét: "Đây là bài hát hay nhất nói về chuyện bước sang tuổi 22 kể từ bài "Powderfinger" của Neil Young, nếu không muốn nói đến "Telephone" của nhóm The Stratford 4. Đây cũng là bản nhạc disco [cho thấy một Swift cảm thấy] không chút ngại ngùng đầu tiên của cô, hoà quyện với những tiếng đàn guitar mang đậm chất Nile Rodgers. Nhưng điểm đáng chú ý của bài hát bắt đầu từ khúc "uh oh" vào đoạn điệp khúc – là cách cổ xưa nhất có sẵn [để tạo ra điểm mạnh], nhưng cô ấy biết cách biến nó thành mới sau mỗi lần thể hiện." Tạp chí Billboard cho rằng "22" "hiển nhiên là bài hát nhạc pop hay nhất trong sự nghiệp của Swift" và nhận định:
| “ | '22' là một bài hát nói về việc 'quên đi mọi deadline' và mang trong mình những đoạn hook ngọt ngào nhất [...]. Bên dưới nguồn năng lượng tích cực và phần sản xuất được trau chuốt là câu 'We're happy, free, confused and lonely in the best way', là một suy nghĩ tuyệt vời về những năm đầu của tuổi 20 được cất lên từ đoạn lời trước điệp khúc của bài hát. Ngay cả khi Swift đang mải chơi đùa, thì cô ấy cũng truyền đạt những xúc cảm mâu thuẫn một cách ngắn gọn, súc tích. | ” |

Trong các bài đánh giá ít tích cực hơn, Jonathan Keefe từ website Slant Magazine đã gọi "22" là một tác phẩm "đạo nhái chói tai và [...] tẻ nhạt từ Ke$ha". Jill Gutowitz của tạp chí Glamour đã xếp bài hát tại hạng 8 trong danh sách 10 bài hát tệ nhất của Swift, cho rằng nó "không thực sự cho người nghe thấy được con người thật của Taylor".

## Giải thưởng
| Năm  | Giải thưởng     | Hạng mục                    | Kết quả   | T.k.   |
| ---- | --------------- | --------------------------- | --------- | ------ |
| 2013 | Neox Fan Awards | Bài hát Xuất sắc nhất Năm   | Đề cử     | [ 21 ] |
| 2014 | V Chart Awards  | Video âm nhạc Xuất sắc nhất | Đoạt giải | [ 22 ] |
| 2015 | BMI Pop Awards  | Bài hát Đoạt giải thưởng    | Đoạt giải | [ 23 ] |
| 2015 | BMI Pop Awards  | Nhà phát hành của năm       | Đoạt giải | [ 23 ] |

## Video âm nhạc

Hình ảnh chụp từ video âm nhạc của "22". Video có sự góp mặt của nữ diễn viên người Mỹ Jessica Szhor (hình trên, đứng ngoài cùng bên trái), là một trong số những người bạn thân của Swift. Ở hình dưới, nữ ca sĩ được cho là đã "trêu chọc người tình cũ" là nam ca sĩ người Anh Harry Styles khi bắt chước phong cách ăn mặc quen thuộc của anh (đội mũ len và mặc áo rộng).

Tháng 2 năm 2013, Swift đến thành phố Malibu, California cùng với nhóm bạn để quay video âm nhạc cho "22". Tại địa điểm quay video, người ta đã chụp được hình ảnh cho thấy Swift mặc một bộ trang phục rất đời thường gồm quần bò, áo len, mũ len và đang ngồi trên một chiếc xe đẩy hàng trong siêu thị do nhóm bạn của cô điều khiển, trên tay cầm một cây kem ốc quế. Một số hình ảnh khác cũng chụp lại cảnh nhóm của nữ ca sĩ cười đùa, nhảy nhót và cùng nhau dựng kim tự tháp người trên bãi biển. Sau đó, Swift đăng một dòng trạng thái lên Twitter có nội dung: "Sắp sửa rời LA ngay bây giờ sau một ngày tuyệt vời nhất cũng với nhóm bạn. [Tôi] còn quên mất là chúng tôi đang quay video đó. Không thể chờ đến lúc các bạn được chiêm ngưỡng nó rồi."
Ngày 13 tháng 3 năm 2013, Swift tham dự chương trình Good Morning America và chính thức đưa video ra mắt công chúng. Cô phát biểu:
| “ | Hôm này là ngày 13 tháng 3, tôi đang ở Omaha, Nebraska, nơi sẽ bắt đầu chuyến lưu diễn 'Red' của mình vào tối nay. Và vì 13 là con số may mắn nên tôi nghĩ hôm nay là một ngày hoàn hảo để cho ra lò video âm nhạc hoàn toàn mới cho bài hát "22". [...] Tôi chưa bao giờ cảm thấy vui khi quay một video như thế này vì nhóm bạn trong video thực sự là nhóm bạn tuyệt vời nhất của tôi ở ngoài đời. | ” |

Video được đăng tải trên tài khoản Vevo chính thức của cô vào cùng ngày. Đạo diễn của video là Anthony Mandler, người đã từng tham gia đạo diễn cho video âm nhạc cho bài hát "I Knew You Were Trouble" trước đó. Video còn có sự góp mặt của Jessica Szohr, nữ diễn viên từng tham gia thủ vai chính trong loạt phim truyền hình Gossip Girl. Mở đầu video là hình ảnh Swift trong một chiếc áo phông trắng in dòng chữ "not a lot going on at the moment" kết hợp với một chiếc quần đùi và một chiếc mũ quả dưa cùng có màu đen. Bước sang phân cảnh kế tiếp, Swift đổi sang phong cách ăn mặc như một "hipster" với một chiếc kính gọng lớn, được miêu tả là "lấy cảm hứng từ Harry Styles", trong khi đang nhâm nhi những chiếc bánh kem sặc sỡ. Tiếp đó, nữ ca sĩ xuất hiện với một cặp kính hình trái tim và cùng với nhóm bạn nhảy múa ở ngoài sân, đóng giả thành các hoạt náo viên. Video chuyển bối cảnh sang bãi biển, nơi đám bạn nô đùa, thư giãn và xây một kim tự tháp hình người lúc buổi chiều tà. Sau đó đám bạn tập trung lại ở ngoài vườn. Họ cùng nhảy nhót đùa giỡn trên một tấm bạt lò xo và cùng nhau nằm phơi nắng cạnh bể bơi. Phân cảnh cuối cùng của video diễn ra tại bữa tiệc tại gia do nữ ca sĩ tổ chức. Cô diện lên mình một bộ trang phục tối màu lấp lánh và đeo một chiếc băng đô có gắn tai mèo. Video kết thúc bằng cảnh nữ ca sĩ nhảy xuống bể bơi trong bộ trang phục dự tiệc. Biên tập viên Iona Kirby đến từ báo Daily Mail cho rằng trong phân cảnh này "cô ca sĩ tóc vàng muốn chắc chắn rằng mình đã kết thúc video bằng một tiếng nổ lớn".

### Tiếp nhận
Adam Carlson từ tạp chí Entertainment Weekly đã miêu tả video là "một sự tôn vinh được mã hoá kĩ càng đến sự tuyệt vời của các bữa tiệc tuyệt vời của hội chị em, phần nào đó trông nó giống như một bức ảnh trên Instagram vậy." Đến từ tạp chí Cosmopolitan, Kayleigh Dray nhận định video không còn lấy chủ đề liên quan đến "bạn trai" nữa mà đề cao sức mạnh của nữ giới. Dray cảm thấy "như bị thôi miên" bởi cái cách nữ ca sĩ "có thể làm cho video trông giống như một bức ảnh trên Instagram" và cho rằng "cô ấy đang tỏ lòng ngưỡng mộ tới văn hoá hipster." James Montgomery từ MTV News thì lại nhận xét về video như sau: "[...] mang lại cảm giác dễ chịu và vui vẻ, cho chúng ta một cái nhìn thân tình về một siêu sao ngó lơ những cạm bẫy của sự nổi tiếng và chỉ tập trung vào việc tận hưởng khoảng thời gian vui vẻ của mình."

## Biểu diễn trực tiếp và sử dụng trên truyền thông

### Biểu diễn trực tiếp

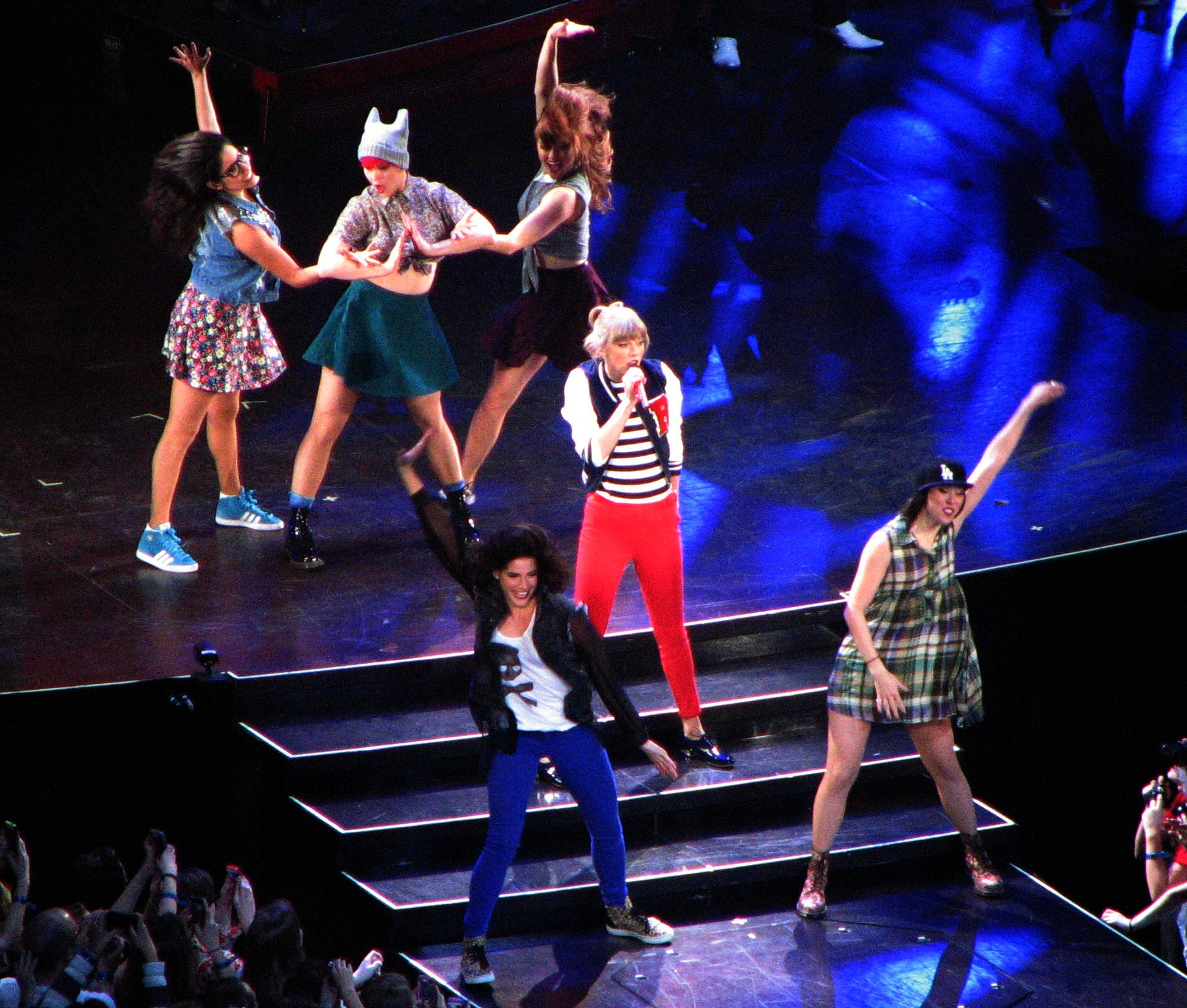
Taylor Swift biểu diễn "22" trong một buổi hòa nhạc vào năm 2013 thuộc khuôn khổ chuyến lưu diễn The Red Tour.

Taylor Swift lần đầu biểu diễn trực tiếp "22" tại một buổi giao lưu với người hâm mộ vào ngày 13 tháng 8 năm 2012 cùng với hai ca khúc khác thuộc Red là "We Are Never Ever Getting Back Together" và "Treacherous". Tối ngày 28 tháng 1 năm 2013, nữ ca sĩ biểu diễn ca khúc tại một buổi hòa nhạc kín trong một chiếc thuyền trôi trên dòng sông Seine, Pháp. Hai tháng sau, vào ngày 9 tháng 3 năm 2013, cô trình bày ca khúc tại sự kiện do tổ chức từ thiện Comic Relief tổ chức. Trong khuôn khổ chuyến lưu diễn thứ ba The Red Tour (2013–2014), Swift thể hiện ca khúc trong khi cùng với các vũ công thực hiện "những vũ đạo tràn đầy năng lượng".
Ngày 19 tháng 3, Swift biểu diễn ca khúc lần đầu tiên trên truyền hình tại lễ trao giải thưởng Âm nhạc Billboard năm 2013. Sau khi được thông báo là đã đến giờ diễn, Swift xuất hiện trước mắt khán giả trong một bộ trang phục gồm đôi giày màu bạc, một chiếc váy ngắn màu đen ngang hông và một chiếc áo in hình kì lân cùng với dòng chữ "Haters Gonna Hate". Sau khi nữ ca sĩ ra khỏi phòng thay đồ, vài vũ công "ăn mặc lòe loẹt" tham gia múa phụ họa cho màn trình diễn. Cô trình bày lời một, đoạn điệp khúc và lời hai trong khi "nhảy múa trên bàn ở phía sau sân khấu, nhảy xuyên qua một cái giá treo quần áo và được đẩy đi trên một chiếc ghế xoay văn phòng". Ra khỏi khu vực hậu trường, Swift đi xuyên qua đám đông khán giả để tiến tới sân khấu cùng với vũ đoàn, trong đó có Jabbawockeez, là vũ đoàn từng giành được ngôi vị quán quân của America's Got Talent. Màn trình diễn kết thúc bằng những chùm bóng bay màu đỏ thả xuống từ trần nhà, được Jeff Benjamin của tạp chí Billboard miêu tả là để "nhắc đến album mới nhất của cô là Red". Sau buổi lễ, Swift chia sẻ: "Đối với tôi thì điểm nhấn của đêm hôm đó là lúc tôi đứng trên sân khấu cùng với 15 vũ công rạng rỡ và sôi động của tôi sau khi kết thúc màn trình diễn. Chúng tôi đứng cùng nhau và nhìn xuống đám đông khán giả, họ đứng dậy và vỗ tay cho chúng tôi. Đó là một cảm giác thật tuyệt vời."
Ngày 8 tháng 6 năm 2013, Swift biểu diễn "22" tại liên hoan âm nhạc Summertime Ball do đài phát thanh Capital FM tổ chức tại London, Anh. Trong phần trình diễn của mình, cô mặc một chiếc áo sơ mi trắng kết hợp với một chiếc quần đùi màu đen và thể hiện bốn ca khúc: "22", "I Knew You Were Trouble", "Everything Has Changed" (cùng Ed Sheeran) và "We Are Never Ever Getting Back Together". Ngày 19 tháng 9 năm 2014, Swift, trong một bộ trang phục màu hồng nhạt có nạm ngọc, biểu diễn ca khúc tại liên hoan âm nhạc iHeartRadio Music Festival ở Las Vegas.
"22" cũng được nữ ca sĩ trình bày trong ba đêm diễn thuộc chuyến lưu diễn Reputation Stadium Tour (2018), lần lượt tại đêm diễn lần thứ hai ở thành phố Chicago, Illinois, Mỹ; đêm diễn lần đầu tiên ở thị trấn Foxborough, Massachusetts, Mỹ và đêm diễn ở thành phố Sydney, Úc. Vào ngày 8 tháng 12 năm 2019, Swift trình bày ca khúc tại buổi hòa nhạc Jingle Bell Ball 2019 do Capital FM tổ chức ở London. Sau lưng cô là hình ảnh của những bông tuyết đang rơi và đoạn video ghi lại những khoảnh khắc đón lễ Giáng sinh của nữ ca sĩ thời thơ ấu.

### Sử dụng trên truyền thông
Bài hát từng xuất hiện trong một đoạn quảng cáo cho Diet Coke vào năm 2013. Với thông điệp là "Stay Extraodinary", đoạn clip bắt đầu bằng cảnh Swift đang sáng tác lời cho "22". Sau đó, tất cả mọi người từ "người đàn ông trưởng thành đang lái xe trên đường" đến nhân viên văn phòng và đầu bếp nhà hàng đều hát theo bản nhạc "ngọt ngào mang âm hưởng của pop và nhạc đồng quê" này. Kết thúc clip là phân cảnh Swift bước ra sân khẩu biểu diễn.

## Diễn biến trên bảng xếp hạng
Một số bài hát trong album Red, kể cả "22", lọt vào được bảng xếp hạng âm nhạc của một số quốc gia do doanh số tiêu thụ lớn của album dưới dạng nhạc số. Bài hát ra mắt tại vị trí thứ 44 trên bảng xếp hạng Billboard Hot 100 của Hoa Kỳ, cùng với đó là hạng 7 trên bảng xếp hạng Hot Digital Songs của tạp chí Billboard với doanh số bán ra là 108.000 bản. Sau khi được chính thức phát hành là một đĩa đơn, "22" quay trở lại Hot 100 với vị trí thứ 84. Vào số xuất bản ngày 11 tháng 5 năm 2013 của Hot 100, "22" đạt tới vị trí cao nhất của nó trên bảng xếp hạng là 20, trở thành bài hát thứ sáu của Red lọt vào top 20. Trên các bảng xếp hạng Pop Songs và Adult Pop Songs, bài hát giành được các vị trí lần lượt là 14 và 15. "22" đã nhận được chứng nhận 3× Bạch kim từ Hiệp hội Công nghiệp Ghi âm Hoa Kỳ (RIAA), tương đương với 3.000.000 bản đã được tiêu thụ tại đây.
Ở Canada, "22" giành được vị trí cao nhất từng có là 20 trên bảng xếp hạng Canadian Hot 100. Hiệp hội Music Canada đã cấp chứng nhận Bạch kim cho đĩa đơn. Ở châu Đại Dương, bài hát cũng gặt hái những thành công vừa phải khi lọt vào top 25 của các bảng xếp hạng, mà cụ thể hơn là vị trí 21 tại Úc, 23 tại New Zealand và được cấp chứng nhận 2× Bạch kim và Vàng lần lượt bởi Hiệp hội Công nghiệp Ghi âm Úc và Recorded Music NZ. Ở Anh Quốc, bài hát từng vươn lên vị trí thứ 9, trở thành bài hát thứ tư của Swift lọt vào top 10 tại đây sau "Love Story", "I Knew You Were Trouble" và "We Are Never Ever Getting Back Together", đồng thời nhận chứng nhận Vàng từ hiệp hội British Phonographic Industry (BPI). Tại một số quốc gia khác thuộc châu Âu gồm Ireland, Scotland, Pháp và Slovakia, vị trí cao nhất trên bảng xếp hạng mà "22" từng vươn tới lần lượt là 12, 9, 155 và 36. Vị trí cao nhất mà bài hát từng đạt được trên bảng xếp hạng âm nhạc của Nam Phi là hạng 4.
Vào năm 2014, doanh số tiêu thụ của "22" chạm mốc 2 triệu bản. Tính đến tháng 11 năm 2017, 2,3 triệu bản sao của bài hát đã được bán ra tại Hoa Kỳ.

## Xếp hạng
| Bảng xếp hạng (2013)                    | Vị trí cao nhất |
| --------------------------------------- | --------------- |
| Úc (ARIA)                               | 21              |
| Bỉ (Ultratip Flanders)                  | 3               |
| Bỉ (Ultratip Wallonia)                  | 28              |
| Brasil (Billboard Brasil Hot 100)       | 97              |
| Brasil Hot Pop Songs                    | 28              |
| Canada (Canadian Hot 100)               | 20              |
| Canada CHR/Top 40 (Billboard)           | 16              |
| Canada Hot AC (Billboard)               | 11              |
| Cộng hòa Séc (Rádio Top 100)            | 100             |
| Châu Âu Digital Song Sales (Billboard)  | 18              |
| Pháp (SNEP)                             | 155             |
| Ireland (IRMA)                          | 12              |
| Israel (Media Forest)                   | 3               |
| Nhật Bản (Japan Hot 100)                | 53              |
| Nhật Bản Adult Contemporary (Billboard) | 45              |
| Liban (Lebanese Top 20)                 | 14              |
| Hà Lan (Dutch Tipparade 40)             | 7               |
| New Zealand (Recorded Music NZ)         | 23              |
| Scotland (OCC)                          | 9               |
| Slovakia (Rádio Top 100)                | 36              |
| Nam Phi (EMA)                           | 4               |
| Anh Quốc (OCC)                          | 9               |
| Hoa Kỳ Billboard Hot 100                | 20              |
| Hoa Kỳ Adult Contemporary (Billboard)   | 19              |
| Hoa Kỳ Adult Pop Airplay (Billboard)    | 9               |
| Hoa Kỳ Digital Song Sales (Billboard)   | 7               |
| Hoa Kỳ Pop Airplay (Billboard)          | 12              |

| Bảng xếp hạng (2013)               | Vị trí |
| ---------------------------------- | ------ |
| Canada (Canadian Hot 100)          | 78     |
| Anh Quốc (Official Charts Company) | 76     |
| Hoa Kỳ Billboard Hot 100           | 71     |
| Hoa Kỳ Adult Top 40 (Billboard)    | 48     |

## Chứng nhận
| Quốc gia | Chứng nhận  | Số đơn vị/doanh số chứng nhận |
| --- | ----------- | ----------------------------- |
| Úc (ARIA) | 4× Bạch kim | 280.000‡                      |
| Brasil (Pro-Música Brasil) | 2× Bạch kim | 120.000‡                      |
| Canada (Music Canada) | Bạch kim    | 80.000*                       |
| Nhật Bản (RIAJ) | Vàng        | 100.000*                      |
| New Zealand (RMNZ) | Vàng        | 7.500*                        |
| Anh Quốc (BPI) | Bạch kim    | 600.000‡                      |
| Hoa Kỳ (RIAA) | 3× Bạch kim | 3.000.000‡                    |
| Phát trực tuyến |             |                               |
| Đan Mạch (IFPI Đan Mạch) | Vàng        | 900.000                       |
| * Chứng nhận dựa theo doanh số tiêu thụ. · ‡ Chứng nhận dựa theo doanh số tiêu thụ và phát trực tuyến. · Chứng nhận dựa theo doanh số phát trực tuyến. |             |                               |

## Đội ngũ thực hiện
Đội ngũ thực hiện được ghi chú trên quyển booklet của album Red dạng CD.
Địa điểm thu âm
- Thu âm tại các phòng thu MXM Studios ở Stockholm, Thụy Điển và Conway Recording Studios ở Los Angeles, California
- Phối khí tại phòng thu MixStar Studios ở Virginia Beach, Virginia
- Hoàn thiện âm thanh tại phòng thu Sterling Sound ở Thành phố New York

Đội ngũ thực hiện
| - Taylor Swift – hát chính, hát nền, sáng tác, chơi guitar - Max Martin – sản xuất, sáng tác, chơi keyboard - Shellback – sản xuất, sáng tác, chơi guitar, chơi keyboard - Michael Ilbert – thu âm - Sam Holland – thu âm - John Hanes – lập trình âm thanh | - Serban Ghenea – phối khí - Tom Coyne – hoàn chỉnh âm thanh - Eric Eylands – trợ lý thu âm - Tim Roberts – trợ lý lập trình âm thanh - JoAnn Tominaga – điều phối sản xuất |

## Lịch sử phát hành
| Quốc gia | Ngày phát hành      | Định dạng                                       | Hãng đĩa            |
| -------- | ------------------- | ----------------------------------------------- | ------------------- |
| Hoa Kỳ   | 12 tháng 3 năm 2013 | Phát trên đài phát thanh contemporary hit radio | Big Machine Records |
| Hoa Kỳ   | 13 tháng 3 năm 2013 | Đĩa đơn CD                                      | Big Machine Records |
| Anh Quốc | 31 tháng 3 năm 2013 | Phát trên đài phát thanh contemporary hit radio | Big Machine Records |

## "22 (Taylor's Version)"
Vào ngày 6 tháng 8 năm 2021, Taylor Swift thông báo rằng phiên bản tái thu âm của "22", có tựa đề là "22 (Taylor's Version)" (tạm dịch: "22 (Phiên bản của Taylor)") sẽ là ca khúc thứ sáu nằm trong album tái thu âm thứ hai của cô, mang tên Red (Taylor's Version) sau một loạt tranh cãi quyền sở hữu tác phẩm giữa Taylor Swift với doanh nhân, giám đốc âm nhạc và nhà quản lý người Mỹ Scooter Braun. Nữ ca sĩ đã chia sẻ một đoạn nhỏ trích từ ca khúc cùng với một đoạn nhỏ của "I Knew You Were Trouble (Taylor's Version)" trên một đoạn tin (story) trên Instagram.

### Bảng xếp hạng
| Bảng xếp hạng (2021–2022)       | Vị trí cao nhất |
| ------------------------------- | --------------- |
| Úc (ARIA)                       | 27              |
| Canada (Canadian Hot 100)       | 33              |
| Thế giới Global 200 (Billboard) | 30              |
| New Zealand Hot Singles (RMNZ)  | 36              |
| Bồ Đào Nha (AFP)                | 151             |
| Singapore (RIAS)                | 17              |
| Anh Quốc Streaming (OCC)        | 49              |
| Hoa Kỳ Billboard Hot 100        | 52              |

### Chứng nhận
| Quốc gia                                                    | Chứng nhận | Số đơn vị/doanh số chứng nhận |
| ----------------------------------------------------------- | ---------- | ----------------------------- |
| Úc (ARIA)                                                   | Bạch kim   | 70.000‡                       |
| Brasil (Pro-Música Brasil)                                  | Vàng       | 20.000‡                       |
| Anh Quốc (BPI)                                              | Bạc        | 200.000‡                      |
| ‡ Chứng nhận dựa theo doanh số tiêu thụ và phát trực tuyến. |            |                               |